# Verbandsgemeinde Leiningerland
La comunità amministrativa Leiningerland (Verbandsgemeinde Leiningerland) si trova nel circondario di Bad Dürkheim nella Renania-Palatinato, in Germania.
La comunità amministrativa è stata costituita nel 2020 dalla fusione delle comunità amministrative di 
Grünstadt-Land e Hettenleidelheim e comprende 21 comuni.

## Comuni
Fanno parte della comunità amministrativa i seguenti comuni:
| Comune, città                  | Sup. (km²) | Abitanti |
| ------------------------------ | ---------- | -------- |
| Altleiningen                   | 11,47      | 1 748    |
| Battenberg (Pfalz)             | 5,45       | 381      |
| Bissersheim                    | 2,57       | 453      |
| Bockenheim an der Weinstraße   | 11,24      | 2 250    |
| Carlsberg                      | 7,03       | 3 527    |
| Dirmstein                      | 14,67      | 3 075    |
| Ebertsheim                     | 5,29       | 1 263    |
| Gerolsheim                     | 4,81       | 1 782    |
| Großkarlbach                   | 5,26       | 1 160    |
| Hettenleidelheim               | 5,07       | 3 038    |
| Kindenheim                     | 8,96       | 985      |
| Kirchheim an der Weinstraße    | 8,98       | 1 931    |
| Kleinkarlbach                  | 2,70       | 832      |
| Laumersheim                    | 4,86       | 890      |
| Mertesheim                     | 2,20       | 389      |
| Neuleiningen                   | 9,07       | 793      |
| Obersülzen                     | 3,52       | 717      |
| Obrigheim                      | 10,81      | 2 828    |
| Quirnheim                      | 4,45       | 793      |
| Tiefenthal                     | 4,21       | 849      |
| Wattenheim                     | 12,53      | 1 625    |
| Verbandsgemeinde Leiningerland | 145,15     | 31 309   |

(Abitanti al 31 dicembre 2021)